# Helophorus
Sous-famille
Genre

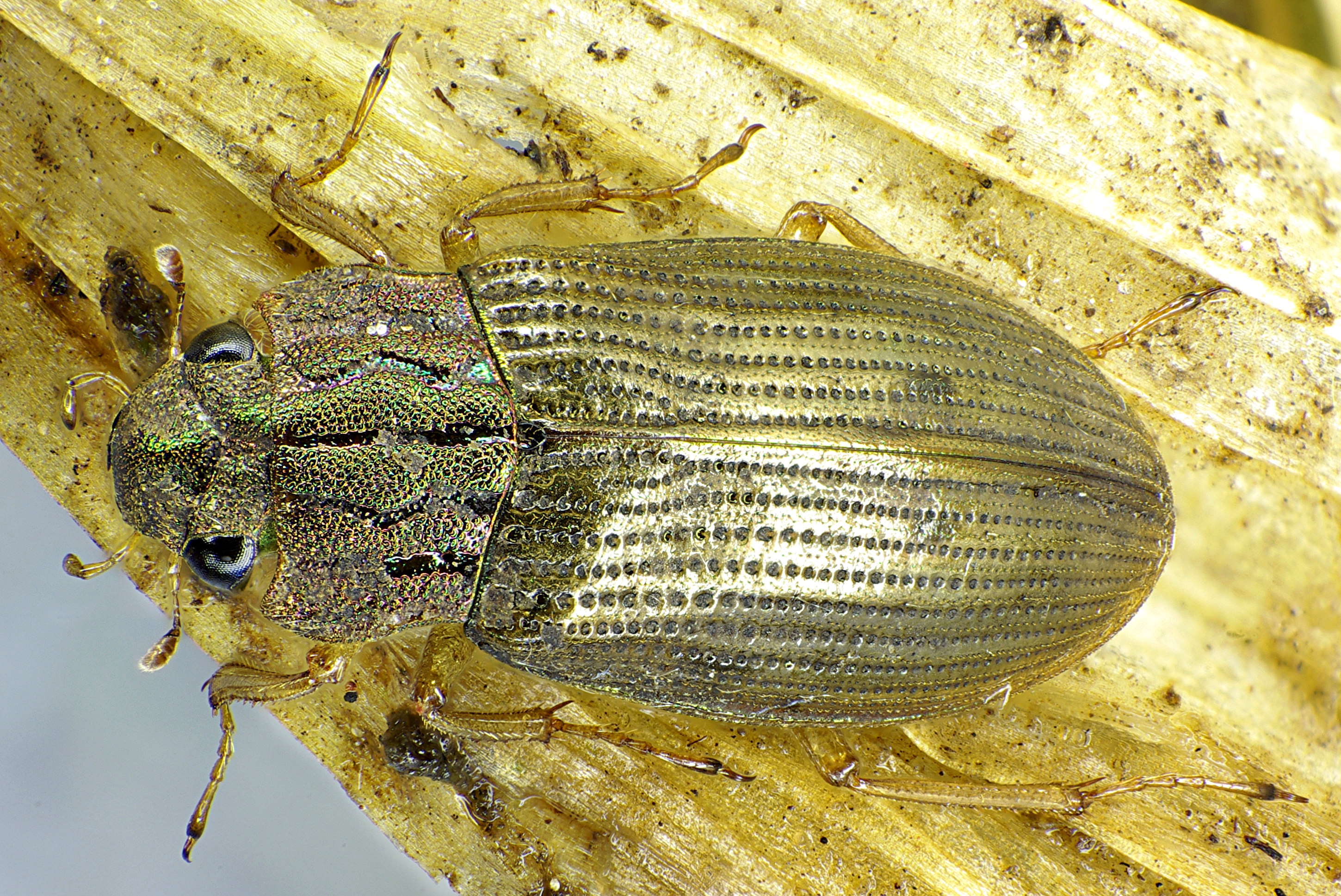
Helophorus grandis

Helophorus est un genre d'insectes coléoptères de la famille des Hydrophilidae. C'est le seul genre de la sous-famille des Helophorinae.

## Liste des sous-genres et espèces
Selon ITIS (30 octobre 2021) :
- sous-genre Helophorus (Gephelophorus) Sharp, 1915
  - Helophorus sibiricus (Motschulsky, 1860)
- sous-genre Helophorus (Helophorus) Fabricius, 1775
  - Helophorus aquaticus (Linnaeus, 1758)
  - Helophorus grandis Illiger, 1798
- sous-genre Helophorus (Kyphohelophorus) Kuwert, 1886
  - Helophorus tuberculatus Gyllenhal, 1808
- sous-genre Helophorus (Orphelophorus) Orchymont, 1927
  - Helophorus arcticus Brown, 1937
- sous-genre Helophorus (Rhopalohelophorus) Kuwert, 1886

- - Helophorus alternatus LeConte, 1861
  - Helophorus angusticollis Orchymont, 1945
  - Helophorus artus Smetana, 1985
  - Helophorus auricollis Eschscholtz, 1822
  - Helophorus brevipalpis Bedel, 1881
  - Helophorus browni McCorkle, 1970
  - Helophorus californicus Smetana, 1985
  - Helophorus chamberlaini Smetana, 1985
  - Helophorus columbianus McCorkle, 1965
  - Helophorus cuspifer Smetana, 1985
  - Helophorus eclectus Orchymont, 1945
  - Helophorus fenderi McCorkle, 1965
  - Helophorus fortis LeConte, 1866
  - Helophorus frosti Smetana, 1985
  - Helophorus furius Smetana, 1987
  - Helophorus granularis (Linnaeus, 1761)
  - Helophorus hatchi McCorkle, 1965
  - Helophorus inflectus McCorkle, 1965
  - Helophorus lacustris LeConte, 1850
  - Helophorus latipenis Hilsenhoff, 1995
  - Helophorus lecontei Knisch, 1924
  - Helophorus ledatus Orchymont, 1945
  - Helophorus leechi McCorkle, 1965
  - Helophorus linearis LeConte, 1855
  - Helophorus linearoides Orchymont, 1945
  - Helophorus lineatus Say, 1823
  - Helophorus marginicollis Smetana, 1985
  - Helophorus nitiduloides Orchymont, 1945
  - Helophorus nitidulus LeConte, 1855
  - Helophorus oblongus LeConte, 1850
  - Helophorus obscurus Mulsant, 1844
  - Helophorus orchymonti Smetana, 1985
  - Helophorus oregonus McCorkle, 1965
  - Helophorus orientalis Motschulsky, 1860
  - Helophorus parasplendidus Angus, 1970
  - Helophorus robertsi Smetana, 1985
  - Helophorus schuhi McCorkle, 1965
  - Helophorus sempervarians Angus, 1970
  - Helophorus smetanai Hilsenhoff, 1995
  - Helophorus splendidus Sahlberg, 1880